# イリ・ナスターゼ
イリ・ナスターゼ（Ilie Năstase, 1946年7月19日 - ）は、ルーマニア・ブカレスト出身の男子プロテニス選手。1972年全米オープンと1973年全仏オープンの男子シングルスで優勝し、ルーマニア人のテニス選手として史上初の4大大会優勝者になった。当地最大のテニス選手であるナスターゼは、体操のナディア・コマネチと並んでルーマニアが生んだ最大のスポーツ選手のひとりに数えられる。1973年に世界ランキング1位の座につき、現役生活を通じてシングルス64勝、ダブルス45勝を挙げた。彼はまた、テニスの歴史を通じて最も個性的なキャラクターの選手でもあり、“Bucharest Buffoon”（ブカレストの道化師）というニックネームで呼ばれた。コートマナーが非常に悪く、物議を醸す振る舞いも多かったことから、語呂合わせで“Nasty Nastase”（癇癪持ちのナスターゼ）と呼ばれたこともある。身長182cm、体重75kg、右利き。

## 選手経歴
共産主義の小国ルーマニアから登場したイリ・ナスターゼが、最初に脚光を浴びたのは1966年の全仏選手権男子ダブルス決勝戦だった。この時、彼は7歳年上の親友イオン・ティリアックと組んでダブルス準優勝を記録している。ティリアックは元アイスホッケー選手で、1964年インスブルック五輪にルーマニア代表として出場するほどの選手だったが、後にテニスに転向した人である。ルーマニアは男子テニス国別対抗戦・デビスカップに1922年から参加していたが、ナスターゼとティリアックのコンビの出現により、1969年・1971年・1972年に3度の決勝進出を果たすところまで躍進した。ワールドグループ決勝戦では、3度ともアメリカに敗れて準優勝に終わっている。
1971年の全仏オープンで、ナスターゼは初めて4大大会の男子シングルス決勝進出を果たしたが、ヤン・コデシュ（チェコスロバキア）に 6-8, 2-6, 6-2, 5-7 で敗れて準優勝になる。1972年はウィンブルドンで決勝に進出したが、スタン・スミス（アメリカ）に 6-4, 3-6, 3-6, 6-4, 5-7 で敗れた。同年の全米オープンで、ついにルーマニア人のテニス選手として史上初の4大大会優勝を達成する。決勝戦でアーサー・アッシュを 3-6, 6-3, 6-7, 6-4, 6-3 のフルセットで破り、ルーマニアの名前を世界に知らしめた。1973年の全仏オープンで2年ぶり2度目の決勝戦に進み、今度はユーゴスラビアのニコラ・ピリッチ（「ニキ・ピリッチ」の愛称でよく知られる）に 6-3, 6-3, 6-0 で圧勝し、4大大会2冠を獲得する。この年に、ナスターゼは男子テニスの世界ランキング1位に輝いた。その後1976年にウィンブルドンで4年ぶり2度目の決勝に進出したが、今度はビョルン・ボルグに 4-6, 2-6, 7-9 のストレートで敗れ、テニスの聖地では2度の準優勝にとどまった。ボルグはここから前人未踏の大会5連覇が始まる。
ナスターゼは全豪オープンとはあまり縁がなく、出場はキャリア後期の1981年全豪オープン1回戦でクリス・ルイス（ニュージーランド）に敗れた1試合のみであった。
ナスターゼはダブルスでも、4大大会で男子ダブルス3勝・混合ダブルス2勝を挙げ、プロテニス選手として総計45個のダブルス・タイトルを獲得した。前述のように、ナスターゼはイオン・ティリアックと組んで1966年全仏選手権の男子ダブルス決勝に初進出したが、このコンビは4年後の1970年全仏オープンで男子ダブルス優勝を遂げた。その後、ナスターゼはジミー・コナーズ（アメリカ）と組んで1973年ウィンブルドンと1975年全米オープンの男子ダブルスを制している。混合ダブルスではロージー・カザルス（アメリカ）とペアを組み、ウィンブルドンで1970年と1972年の2度優勝した。
ナスターゼはテニスの試合中に、いろいろなしぐさを見せることで有名だった。ふざけた物まねの動作を披露したり、気に入らない時は暴言を発したり、時には試合をキャンセルすることさえあったという。そうした言動について、本人は「私は怒りの感情がある限り、良いプレーができる。良いプレーができれば、誰にでも勝てる。私は怒りの感情を持てるから幸せなのだ」と語ったことがある。この他にも、ナスターゼは数々の名言を残している。
1991年に国際テニス殿堂入りを果たした。その後、ナスターゼは1996年にルーマニアの首都ブカレストの市長選挙に社会民主党から立候補したこともある（見事に落選した）。これを知った親友のイオン・ティリアックは「彼自身とブカレスト市の両方にとって幸せなことだ」と話したという。2017年4月にはルーマニア代表監督として参加したフェドカップにてイギリス代表選手に侮辱的な言葉を投げかけたことで退席を命じられ、暫定的に国際テニス連盟の試合に参加不可能となった。

## 4大大会優勝
- 全仏オープン 男子シングルス：1勝（1973年）/男子ダブルス：1勝（1970年） ［男子シングルス準優勝1度：1971年/男子ダブルス準優勝3度：1966年・1971年・1973年］
- ウィンブルドン 男子ダブルス：1勝（1973年）/混合ダブルス：2勝（1970年・1972年） ［男子シングルス準優勝準優勝2度：1972年・1976年］
- 全米オープン 男子シングルス：1勝（1972年）/男子ダブルス：1勝（1975年）

| 年     | 大会         | 対戦相手           | 試合結果                |
| ------ | ------------ | ------------------ | ----------------------- |
| 1972年 | 全米オープン | アーサー・アッシュ | 3-6, 6-3, 6-7, 6-4, 6-3 |
| 1973年 | 全仏オープン | ニコラ・ピリッチ   | 6-3, 6-3, 6-0           |

## 4大大会シングルス成績
略語の説明
| W | F | SF | QF | #R | RR | Q# | LQ | A | Z# | PO | G | S | B | NMS | P | NH |

W=優勝, F=準優勝, SF=ベスト4, QF=ベスト8, #R=#回戦敗退, RR=ラウンドロビン敗退, Q#=予選#回戦敗退, LQ=予選敗退, A=大会不参加, Z#=デビスカップ/BJKカップ地域ゾーン, PO=デビスカップ/BJKカッププレーオフ, G=オリンピック金メダル, S=オリンピック銀メダル, B=オリンピック銅メダル, NMS=マスターズシリーズから降格, P=開催延期, NH=開催なし.
| 大会           | 1966 | 1967 | 1968 | 1969 | 1970 | 1971 | 1972 | 1973 | 1974 | 1975 | 1976 | 1977 | 1978 | 1979 | 1980 | 1981 | 1982 | 1983 | 1984 | 1985 | SR     | W–L   | Win % |
| -------------- | ---- | ---- | ---- | ---- | ---- | ---- | ---- | ---- | ---- | ---- | ---- | ---- | ---- | ---- | ---- | ---- | ---- | ---- | ---- | ---- | ------ | ----- | ----- |
| 全豪オープン   |      |      |      |      |      |      |      |      |      |      |      |      |      |      |      | 1R   |      |      |      |      | 0 / 1  | 0–1   | 0.00  |
| 全仏オープン   |      |      | 2R   | 1R   | QF   | F    | 1R   | W    | QF   | 3R   |      | QF   |      | 1R   |      | 3R   | 2R   | 3R   | 1R   |      | 1 / 14 | 33–13 | 71.74 |
| ウィンブルドン |      |      |      | 3R   | 4R   | 2R   | F    | 4R   | 4R   | 2R   | F    | QF   | QF   |      | 3R   | 1R   | 1R   |      |      |      | 0 / 13 | 35–13 | 72.92 |
| 全米オープン   |      |      |      | 4R   |      | 3R   | W    | 2R   | 3R   | QF   | SF   | 2R   |      | 2R   | 2R   | 1R   | 4R   | 1R   | 1R   | 1R   | 1 / 15 | 29–14 | 67.44 |
| Win–Loss       | 0–0  | 0–0  | 1–1  | 5–3  | 7–2  | 9–3  | 13–2 | 11–2 | 9–3  | 7–3  | 10–2 | 9–3  | 4–1  | 1–2  | 3–2  | 2–4  | 4–3  | 2–2  | 0–2  | 0–1  | 2 / 42 | 97–41 | 70.29 |